# Valentīna Eiduka
Valentīna Eiduka (12. marts 1937) er en pensioneret lettisk spydkaster. På det seneste har hun virket som træner for flere lettiske spydkastere, herunder olympiske medaljevindere som Vadims Vasiļevskis og Ainārs Kovals.
Eidukas personlige rekord i spydkast er 52,97 meter, som hun opnåede i 1964. I løbet af sin karriere var hun mester i spydkast otte gange for Lettiske SSR. I 2006 og 2008 blev hun kåret til årets sportspersonlighed i Letland, og er siden den 14. oktober 2008 Officer af Trestjerneordenen, en orden hun fik overrakt af Letlands præsident Valdis Zatlers på Riga Slot den 17. november 2008.
Eiduka har været træner for de olympiske medaljevindere Vadims Vasiļevskis og Ainārs Kovals, samt den nuværende junior verdensrekordindehaver Zigismunds Sirmais, Sinta Ozoliņa-Kovala og Inga Kožarenoka. Tidligere har hun også trænet Voldemārs Lūsis, søn af legendariske Jānis Lūsis.